# 价古青年站
价古青年站（韓語：개고청년역）是朝鮮民主主義人民共和國慈江道松源郡松源邑的一個鐵路車站，属于满浦线。

## 历史
- 1935年10月1日，开通使用。

## 邻近车站
满浦线
東新站 - 价古青年站 - 椽木站